# ペトリッサ・ゾルヤ
ペトリッサ・ゾルヤ（Petrissa Solja、1994年3月11日 - ）は、ドイツの卓球選手 。2016年リオデジャネイロオリンピックの女子団体で銀メダルを獲得した。世界ランキングは最高13位（2016年3月）。

## 経歴
ドイツ・ラインラントプファルツ州カンデルの卓球一家に生まれた。母親の Dagmar Solja-Andruszko は、ATSV Saarbrückenでプレーした。2人の姉も卓球選手である。
姉のアメリー・ゾルヤは2012年ロンドンオリンピックにオーストリア代表として出場した 。なお、祖母がオーストリア出身である 。
父親のパベルの指導を受けている 。
2008年と2009年のヨーロッパユース選手権でカデット女子シングルスで優勝した。
2012年、ドイツの年間最優秀若手選手賞を受賞した。
2016年リオデジャネイロオリンピックで銀メダルを獲得した。
2017年、ドイツのデュッセルドルフで開催された世界選手権の混合ダブルスで銅メダルを獲得した。
2014年からドイツのクラブTTCベルリンイーストサイドでプレーした。
2019年と2020年、ヨーロッパトップ16で優勝した。
2022年12月21日、現役を引退を発表。

## 主な戦績
2012年
- ドイツオープン U21女子シングルス 優勝

2015年
- ドイツオープン U21女子シングルス 優勝、女子シングルス 準優勝

2016年
- リオデジャネイロ五輪 女子団体 準優勝

2017年
- 世界卓球選手権 混合ダブルス 3位（方博ペア）
- 韓国オープン 女子ダブルス優勝（シャン・シャオナペア）

2019年
- 世界卓球選手権 混合ダブルス 3位（パトリック・フランチスカペア）
- ヨーロッパトップ16 女子シングルス 優勝

2020年
- ドイツオープン 女子ダブルス ベスト4（ニーナ・ミッテルハムペア）
- ヨーロッパトップ16 女子シングルス 優勝